# Greimerath (bei Trier)

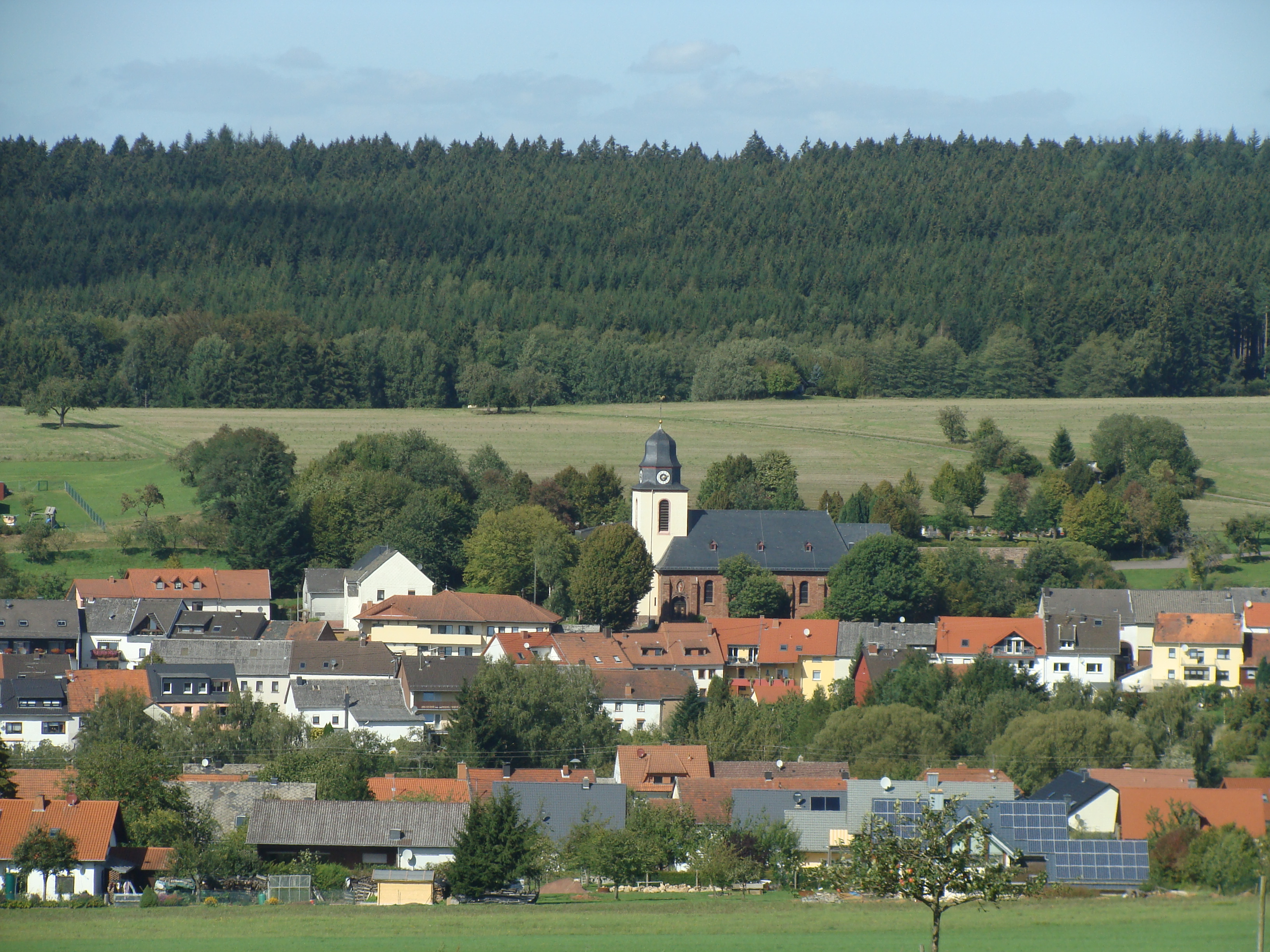
Greimerath, Ansicht

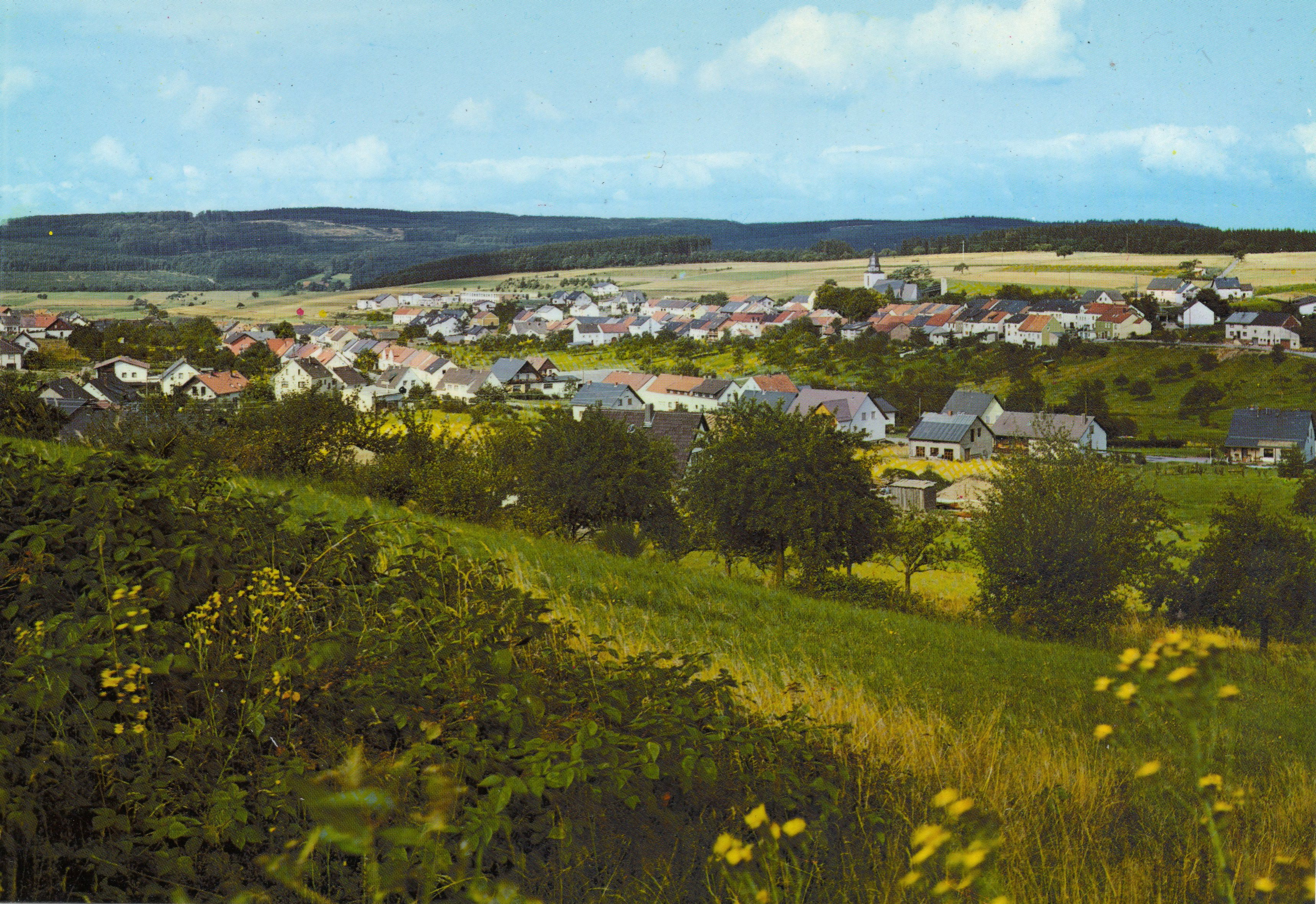
Greimerath, Ansichtskarte von 1980

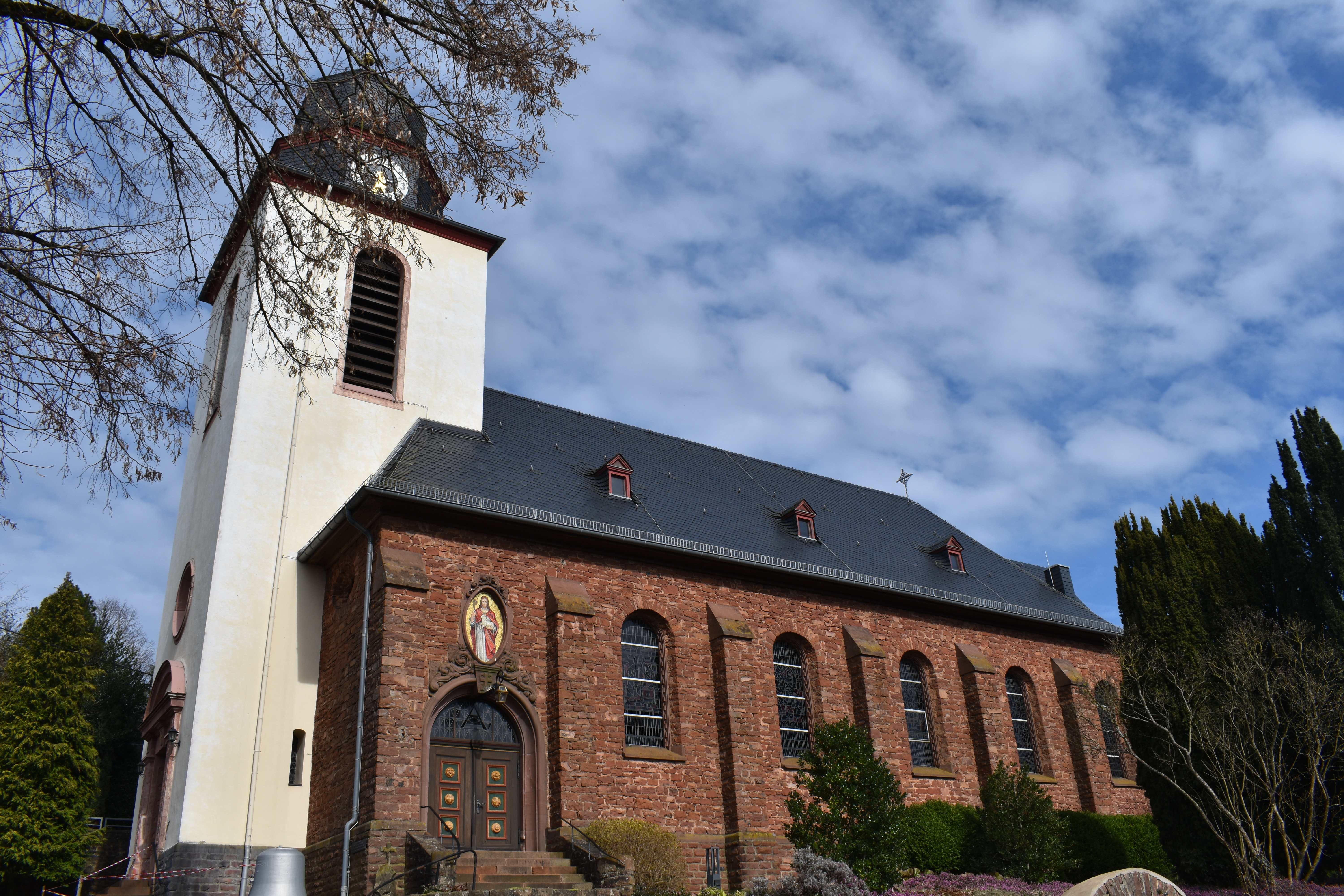
Greimerath, Pfarrkirche St. Nikolaus

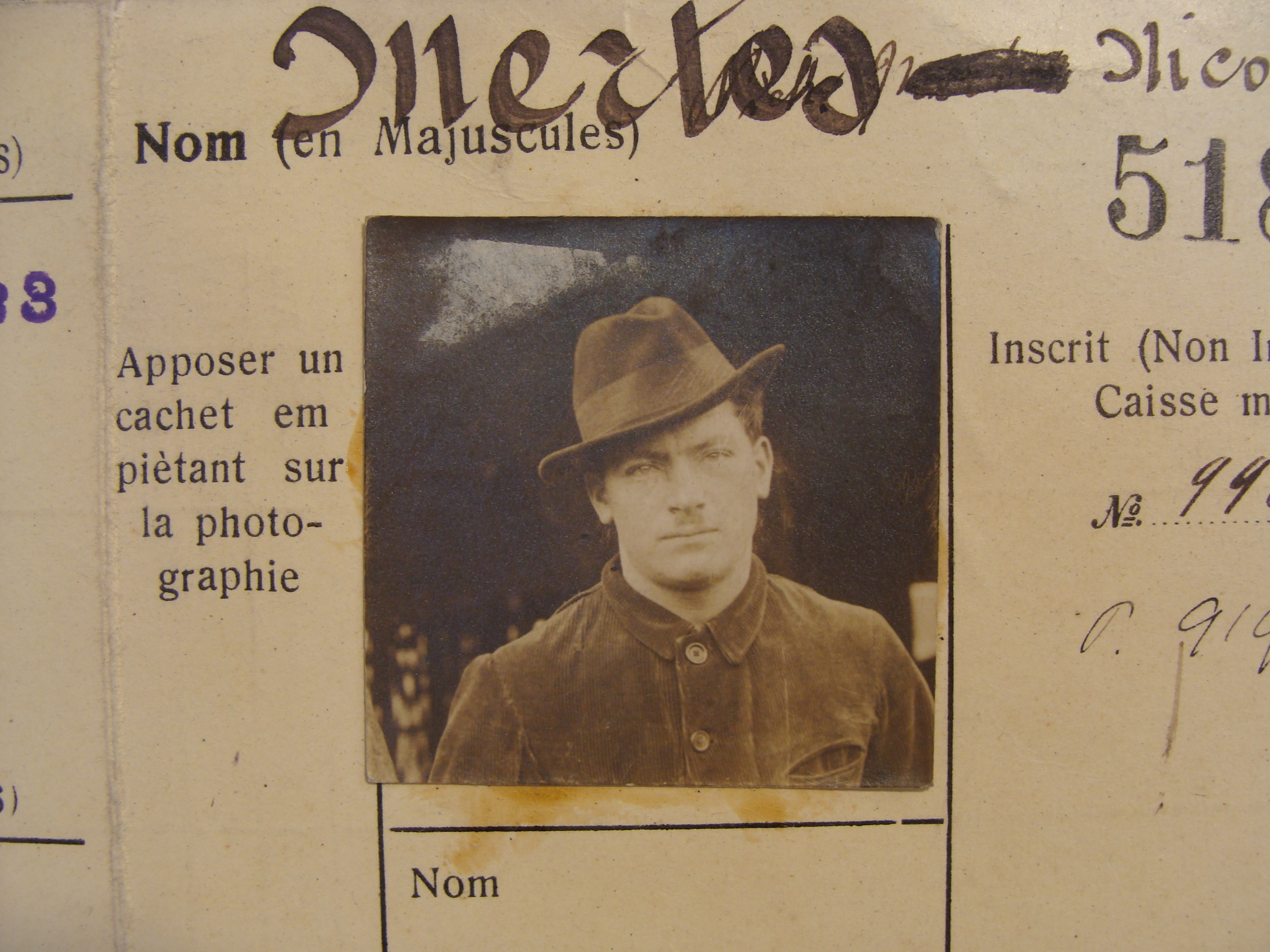
Auswandererpass von Mertes Nikolaus aus Greimerath (1919)

Greimerath ist eine Ortsgemeinde im Landkreis Trier-Saarburg in Rheinland-Pfalz. Sie gehört der Verbandsgemeinde Saarburg-Kell an.

## Geographie
Greimerath liegt am Fuß des Schwarzwälder Hochwalds unmittelbar an der Grenze zum Saarland und gehört zum Naturpark Saar-Hunsrück.
Zu Greimerath gehören auch die Wohnplätze Erlenhof, Ferdinandshaus, Marienhof und Panzhaus.

### Nachbargemeinden
Die Nachbargemeinden von Greimerath sind Serrig, Irsch und Zerf im Landkreis Trier-Saarburg sowie Losheim am See im Landkreis Merzig-Wadern.

### Klima
Der Jahresniederschlag beträgt 991 mm.

## Geschichte
Aus keltischer Zeit stammt ein Schutzwall am „Köpfchen am Kälberborn“.
Aus Römischer Zeit wurden Grabstellen und Grabhügel gefunden sowie ein kreisförmiger Grabstein (etwa 300 n. Chr.), der im Jahre 1889 in das Rheinische Landesmuseum Trier kam.
Greimerath wurde erstmals im Jahr 981 als Grimolderode in einer Schenkungsurkunde des Erzbischofs Egbert von Trier an das Stift St. Paulin erwähnt. Das Trierer Stift blieb bis zum Jahre 1802, dem Einmarsch der französischen Truppen, Grundherr der Gemarkung.

### 19. Jahrhundert
Während des 19. Jahrhunderts waren die Lebensbedingungen in Greimerath, wie auch im gesamten Hochwald, sehr schlecht. Die Bewohner mussten sich mehr schlecht als recht als Selbstversorger durchschlagen. Einzige Erwerbsquelle war die 1843 von der Firma Gebrüder Böcking eröffnete „Grube Louise“, in der Eisenerz abgebaut wurde.
Die wirtschaftliche Not führte zu einer Auswanderwelle nach Brasilien und Nordamerika. Die Dorfchronik erwähnt namentlich 30 Auswanderer, die in den 1850er Jahren die wochenlangen Strapazen einer Reise nach Nordamerika auf sich nahmen.

### 20. Jahrhundert
Noch Anfang des 20. Jahrhunderts, besonders nach der Not des Ersten Weltkrieges, wanderten viele Einwohner aus Greimerath nach Frankreich aus.
Der Beginn des 20. Jahrhunderts war gekennzeichnet durch den Kirchenneubau. Greimerath wurde 1863 eigenständige Pfarrgemeinde, und ab 1894 wurde eine Sparkollekte eingerichtet, so dass am 27. Mai 1914 die neue Pfarrkirche „St. Nikolaus“ geweiht werden konnte.
Zwei Monate später kam es zum Ausbruch des Ersten Weltkrieges. Dieses Ereignis führte zu neuer Armut, da Zwangsabgaben für die Front zu entrichten waren. Sogar eine der neuen Glocken musste abgegeben werden. Weitaus schlimmer für die Dorfgemeinschaft war der Verlust 25 junger Männer, die an den Fronten ihr Leben ließen.
Als Folge des Versailler Vertrages stand Greimerath bis 1930 unter französischer Besetzung. Der Staat vernachlässigte die Grenzgebiete, was zusammen mit Missernten und Tierseuchen dazu führte, dass sogar Schulkinder zur Arbeit freigestellt werden mussten, um den Lebensunterhalt der Familien zu sichern.
Die Lage verbesserte sich 1932/33 mit dem Bau der Straße Greimerath-Saarhausen über Hundscheid und mit der Wiedereröffnung der Erzgrube.
Zu Beginn des Zweiten Weltkriegs zogen am 4. September 1939 Evakuierte des Saargaus durch Greimerath und mussten dort ihr Vieh zurücklassen. Zeitgleich waren mehrere Regimenter in Greimerath stationiert.
Der erste Bombenangriff auf Greimerath, bei dem Vieh und zwei Wohnhäuser zu Schaden kamen, erfolgte in der Nacht zum 7. August 1941.
Prekär wurde die Lage ab August 1944, als der Westwall wieder hergerichtet wurde und bis zu 12.000 Menschen in Greimerath untergebracht waren.
Das Näherrücken der Front wurde ab Oktober durch den Abschuss von V2-Raketen in Hundscheid deutlich.
Anfang 1945 wurde Greimerath von Angriffen verschont, da ein Hauptverbandsplatz in der Schule eingerichtet war und durch die Genfer Konvention geschützt wurde. Erst mit dem Fall des „Orscholzriegels“ am 20. Februar 1945 zog das Sanitätsregiment ab, so dass ab dem 22. Februar 1945 Greimerath unter Artilleriebeschuss und Bombardement lag. Die Bewohner flüchteten sich in ihre Keller, mussten diese aber unter Lebensgefahr zur Versorgung des Viehs verlassen.
Glück im Unglück hatten etwa 70 Greimerather, die sich in den Pfarrkeller geflüchtet hatten. Vor dessen Tor fiel eine Bombe, die aber nicht detonierte.
Der finale Akt begann am 12. März 1945 mit heftigen Beschuss und endete mit der Besetzung durch amerikanische Truppen am folgenden Tag. Im Ort kam es nur zu kleineren Scharmützeln.
Wie später bekannt wurde, entging Greimerath der vollständigen Zerstörung, da ein Bombardement aufgrund von Minenwerfern in der Brittener Straße zwar vorbereitet, aber nicht mehr durchgeführt wurde.
Aus Greimerath kamen 48 Soldaten und 21 Zivilisten ums Leben. 6 Personen gelten als vermisst, 2 weitere starben 1946 beim Räumen von Minen.
Am 18. Juli 1946 wurde Greimerath gemeinsam mit weiteren 80 Gemeinden der Landkreise Trier und Saarburg dem im Februar 1946 von der übrigen französischen Besatzungszone abgetrennten Saargebiet angegliedert, das zu der Zeit nicht mehr dem Alliierten Kontrollrat unterstand. Am 6. Juni 1947 wurde diese territoriale Ausgliederung bis auf 21 Gemeinden wieder zurückgenommen, damit kam Greimerath an das 1946 neugebildete Land Rheinland-Pfalz.

### Einwohnerentwicklung
Die Entwicklung der Einwohnerzahl von Greimerath, die Werte von 1871 bis 1987 beruhen auf Volkszählungen:
| Jahr | Einwohner |
| ---- | --------- |
| 1815 | 300       |
| 1835 | 587       |
| 1871 | 594       |
| 1905 | 650       |
| 1939 | 828       |
| 1950 | 873       |

| Jahr | Einwohner |
| ---- | --------- |
| 1961 | 953       |
| 1970 | 1.073     |
| 1987 | 1.054     |
| 2005 | 1.061     |
| 2011 | 1.019     |
| 2017 | 957       |

## Politik

### Gemeinderat
Der Ortsgemeinderat in Greimerath besteht aus zwölf (bis 2019 16) Ratsmitgliedern, die bei der Kommunalwahl am 9. Juni 2024 in einer Mehrheitswahl gewählt wurden, und dem ehrenamtlichen Ortsbürgermeister als Vorsitzendem. Bis zur Wahl 2019 wurde in einer personalisierten Verhältniswahl gewählt, da mehrere Wahlvorschlagslisten eingereicht wurden.
Die Sitzverteilung im Ortsgemeinderat:
| Wahl | SPD               | CDU      | FWG | Gesamt   |
| ---- | ----------------- | -------- | --- | -------- |
| 2024 | per Mehrheitswahl | 12 Sitze |     |          |
| 2019 | 3                 | 4        | 5   | 12 Sitze |
| 2014 | 5                 | 6        | 5   | 16 Sitze |
| 2009 | 3                 | 6        | 7   | 16 Sitze |
| 2004 | 4                 | 7        | 5   | 16 Sitze |

- FWG = Freie Wählergruppe Greimerath e. V.

### Bürgermeister
Victor Giessbrecht (FWG Greimerath) wurde am 27. August 2024 Ortsbürgermeister von Greimerath. Bei der Direktwahl am 9. Juni 2024 war er als einziger Bewerber mit einem Stimmenanteil von 84,2 % für fünf Jahre gewählt worden.
Giessbrechts Vorgänger Edmund Schmitt (FWG) hatte das Amt seit 2004 inne und kandidierte bei der Wahl 2024 nicht erneut als Ortsbürgermeister. Zuvor hatte Josef Leineweber (CDU) das Ehrenamt von 1999 bis 2004 ausgeübt.

### Wappen
| Wappen von Greimerath | Blasonierung: „Im linken geteilten Feld befindet sich oben in blau eine wachsende Bischofsfigur in goldenem Gewand und goldener Mitra, in der linken Hand einen goldenen Bischofsstab führend und in der rechten 3 Brote tragend, den heiligen Nikolaus darstellend. Im unteren Teil in silber das schwarze Bergmannssymbol Schlegel und Eisen. Rechts in rot eine silberne Rodehacke.“ |
| Wappen von Greimerath | |

## Wirtschaft und Infrastruktur

### Verkehr
Im Osten ist Greimerath an die B 407 und im Westen an die B 268 angeschlossen.
Die nächsten Autobahnanschlussstellen sind bei Reinsfeld und Trier. Der nächstgelegene Bahnhof findet sich in Serrig.

### Bildung
In Greimerath gibt es eine Grundschule mit eigener Sporthalle sowie einen Kindergarten mit Ganztagsbetreuung.

## Regelmäßige Veranstaltungen

### Fastnacht
- Die närrische Session beginnt jeweils am 11.11. mit der Verabschiedung des alten und der Inthronisierung des neuen Prinzenpaares.
- Die erste Narrenveranstaltung, die Kappensitzung, läutet mit dem Schlachtruf „Greimerath Alle Hopp“ gleichzeitig den Beginn der Narrenregentschaft ein, und die symbolische Schlüsselübergabe an den Ortsbürgermeister erfolgt.
- Am Fastnachtssonntag leitet der Jugendelferrat die Kinder- und Jugendkappensitzung.
- Der Rosenmontagsumzug ist fester Bestandteil des Dorfgeschehens.

### Maifest
Die Jugendgemeinschaft richtet am 30. April und 1. Mai das traditionelle Maifest auf dem Dorfplatz aus. Höhepunkt ist dabei die Aufstellung des Maibaums.

### Kirmes
Am letzten Maiwochenende veranstalten die örtlichen Vereine im Wechsel das Kirchweihfest.

## Persönlichkeiten
- Uwe Backes (* 1960), Politikwissenschaftler

## Siehe auch

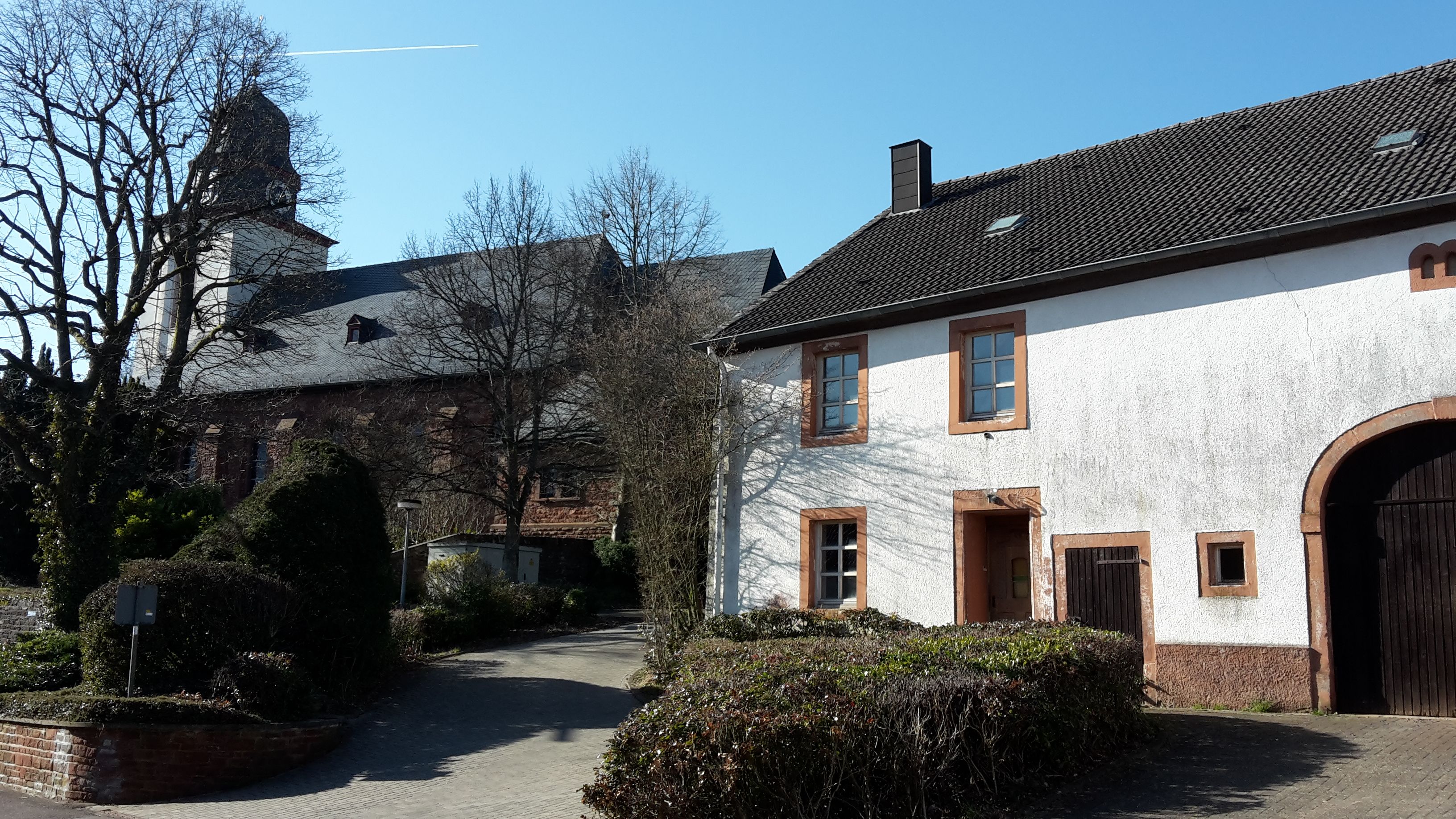
Zwei der ausgewiesenen Kulturdenkmäler in Greimerath: Links Pfarrkirche St. Nikolaus. Rechts: Ein typisches Hochwälder Quereinhaus